# Cho vay ngang hàng
Cho vay ngang hàng (tên tiếng Anh: peer-to-peer lending, cũng viết tắt là cho vay P2P), là thực tế cho vay tiền cho cá nhân hoặc doanh nghiệp thông qua các dịch vụ trực tuyến phù hợp với người cho vay với người vay. Vì các công ty cho vay ngang hàng cung cấp các dịch vụ này thường hoạt động trực tuyến, chúng có thể hoạt động với chi phí thấp hơn và cung cấp dịch vụ rẻ hơn các tổ chức tài chính truyền thống. các sản phẩm được ngân hàng cung cấp, trong khi khách hàng vay có thể vay tiền với lãi suất thấp hơn, ngay cả sau khi công ty cho vay P2P đã tính phí để cung cấp nền tảng kết hợp và kiểm tra tín dụng của người vay. Có rủi ro của người vay mặc định trên các khoản vay được lấy từ các trang web cho vay ngang hàng.
Còn được gọi là cho vay đám đông, nhiều khoản vay ngang hàng là các khoản vay cá nhân không được bảo đảm, mặc dù một số khoản vay lớn nhất được cho các doanh nghiệp mượn. Khoản vay được đảm bảo đôi khi được cung cấp bằng cách sử dụng tài sản sang trọng như đồ trang sức, đồng hồ, xe hơi cổ, mỹ thuật, tòa nhà, máy bay và các tài sản kinh doanh khác làm tài sản đảm bảo. Chúng được làm cho một cá nhân, công ty hoặc tổ chức từ thiện. Các hình thức cho vay ngang hàng khác bao gồm các khoản vay sinh viên, các khoản vay thương mại và bất động sản, các khoản vay ngắn hạn, cũng như các khoản cho vay kinh doanh được đảm bảo, cho thuê và bao thanh toán.
Lãi suất có thể được thiết lập bởi người cho vay cạnh tranh với tỷ lệ thấp nhất trên mô hình đấu giá ngược hoặc được cố định bởi công ty trung gian trên cơ sở phân tích tín dụng của người vay. Khoản đầu tư của người cho vay trong khoản vay thường không được bảo đảm bởi bất kỳ bảo lãnh nào của chính phủ. Trên một số dịch vụ, người cho vay giảm thiểu rủi ro nợ xấu bằng cách chọn người vay để cho vay, và giảm thiểu rủi ro bằng cách đa dạng hóa đầu tư của họ giữa các khách hàng vay khác nhau. Các mô hình khác liên quan đến công ty cho vay P2P duy trì một quỹ riêng biệt, chẳng hạn như Quỹ cung cấp của RateSetter, trả tiền cho người cho vay trong trường hợp người vay mặc định, nhưng giá trị của các quỹ dự phòng cho người cho vay đang còn gây tranh cãi.
Trung gian cho vay là các doanh nghiệp vì lợi nhuận; họ tạo ra doanh thu bằng cách thu phí một lần cho các khoản vay được tài trợ từ khách hàng vay và bằng cách đánh giá phí dịch vụ cho các nhà đầu tư (thuế-hoàn cảnh khó khăn ở Anh so với người vay) hoặc người vay (số tiền cố định hàng năm hoặc phần trăm số tiền vay). So với thị trường chứng khoán, cho vay ngang hàng có xu hướng có ít biến động hơn và thanh khoản kém hơn.